# Verbascum coronopifolium
Verbascum coronopifolium är en flenörtsväxtart som först beskrevs av Pierre Edmond Boissier och Bal., och fick sitt nu gällande namn av O. Kuntze. Verbascum coronopifolium ingår i släktet kungsljus, och familjen flenörtsväxter. Inga underarter finns listade i Catalogue of Life.